# Crap Grisch
Crap Grisch är en bergstopp i Schweiz.   Den ligger i regionen Surselva och kantonen Graubünden, i den östra delen av landet, 140 km öster om huvudstaden Bern. Toppen på Crap Grisch är 2 861 meter över havet, eller 287 meter över den omgivande terrängen. Bredden vid basen är 2,3 km.
Terrängen runt Crap Grisch är huvudsakligen bergig. Närmaste större samhälle är Thusis, 16,4 km öster om Crap Grisch. 
I omgivningarna runt Crap Grisch växer i huvudsak blandskog. Runt Crap Grisch är det mycket glesbefolkat, med 3 invånare per kvadratkilometer.